# Notatpligt
Notatpligt er et juridisk begreb, der betegner, at en offentlig myndighed har pligt til at notere alle relevante oplysninger om en sag, hvori myndigheden senere skal træffe en afgørelse.
Myndighedens notatpligt er lovfæstet i lov om offentlighed i forvaltningen (kaldet offentlighedsloven) §§ 6 og 13. Ifølge SKAT findes der også en supplerende ulovbestemt retsgrundsætning om notatpligt.
Notatpligten er nært knyttet til officialprincippet. Både notatpligten og officialprincippet er garantiforskrifter. Det vil sige, at de garanterer, at afgørelsen bliver lovlig, hvis garantiforskrifter bliver overholdt.
Det følger af notatpligten, at myndigheden hurtigst muligt skal gøre et notat om enhver oplysning, som er (eller kan være) relevant for at sikre korrekt sagsbehandling.
Notatpligten omfatter især de oplysninger, som myndigheden vil tillægge stor vægt ved afvejningen af forskellige modstående hensyn. Afvejningen sker, før myndigheden træffer afgørelse i en sag, jf. FOB 2009 5-3.
Notatpligten omfatter bl.a. mundtlige oplysninger; hertil hører telefonsamtaler, jf. FOB 89.138. Desuden er sms-besked eller e-mail omfattet af notatpligten, jf. FOU nr 2015.30.
Eksempelvis har kommunalt ansatte pligt at skrive et notat om relevante oplysninger i en afgørelsessag.